# Coelioxys penetatrix
Coelioxys penetatrix är en biart som beskrevs av Smith 1879. Coelioxys penetatrix ingår i släktet kägelbin, och familjen buksamlarbin. Inga underarter finns listade i Catalogue of Life.